# CDM Futsal
L'Associazione Sportiva Dilettantistica CDM Futsal è una squadra italiana di calcio a 5, con sede a Campo Ligure, in provincia di Genova. Fra il 2021 e il 2023 ha preso parte ai campionati nazionali con la denominazione Sampdoria Futsal, in seguito all'accordo con la società di calcio a 11 U.C. Sampdoria. Concluso l'accordo, nella stagione 2023/24 è tornata alla denominazione CDM Futsal. 
Milita attualmente nel campionato A2 Elite, secondo livello del campionato italiano di calcio a 5.

## Storia

### La nascita e i primi anni
Il club è stato fondato nell'estate 2016 come scissione del settore di calcio a 5 dal San Lorenzo della Costa, club avente sede a Santa Margherita Ligure. Il CDM Futsal Genova (il cui acronimo deriva dalla canzone Crêuza de mä del cantautore genovese Fabrizio De André) venne iscritto in Serie B, grazie al titolo sportivo del San Lorenzo della Costa, che aveva vinto il campionato di Serie C1 nella stagione precedente. 
La prima stagione in Serie B si concluse con un tredicesimo posto nel girone C e la conseguente retrocessione in Serie C, ma successive defezioni portarono al ripescaggio del club a completamento d'organico. La stagione successiva vede, invece, il CDM Genova chiudere al terzo posto il girone C di Serie B e accedere ai play-off promozione: in semifinale i genovesi battono senza troppi problemi gli emiliani del Sant'Agata e poi, dopo un sofferto pareggio casalingo, espugnano il campo dell'Olimpia Regium e si guadagnano così la promozione in Serie A2, divenendo la prima squadra ligure a partecipare alla seconda serie nazionale. Sempre nella stagione 2017-18, la CDM Genova si qualificò per la Final Four di Coppa Italia di Serie B, disputatasi a Padova dal 29 al 31 marzo 2018. La squadra, allenata da Michele Lombardo, debuttò proprio contro i padroni di casa del Petrarca Padova, perdendo per 5-2.
Nella stagione 2018-2019 il CDM Genova ha partecipato al girone A di Serie A2, concludendo all'ottavo posto e conservando la categoria. Il debutto casalingo contro il Mantova non è dei migliori. Finisce 5-2 per gli ospiti ma già sette giorni dopo, in casa del Milano Calcio a 5 arrivano i primi punti, grazie al 2-2 finale ottenuto in rimonta. La prima vittoria arriva il 20 ottobre con il 5-2 sul Bubi Merano. La salvezza arriva con largo anticipo e la società può così festeggiare un altro traguardo storico per il futsal ligure.

### Lo storico debutto in Serie A
Nell'estate 2019 il club viene ripescato in Serie A a completamento d'organico, divenendo anche in questa occasione la prima squadra ligure a raggiungere la massima serie nazionale. Il 20 settembre 2019 arrivò lo storico esordio in Serie A, proprio contro i campioni d'Italia dell'Italservice Pesaro. la partita finì 6-2 per la formazione di Fulvio Colini, con le reti genovesi messe a segno da Titon Jefferson e Simone Foti. La prima vittoria nella massima serie arrivò il 5 ottobre, in casa del Todis Lido di Ostia, grazie al 5-3 firmato da Jefferson Titon, Eriel Pizetta, Andrea Ortisi e dalla doppietta di Juanillo. Da qui iniziò un periodo difficile, interrotto solo il 26 novembre dalla prima vittoria casalinga per 7-4 contro il Real Arzignano. Sette giorni dopo, il CDM Genova impattò 3-3 sul campo del Petrarca, seguito da un altro pareggio, per 4-4, in casa contro Cybertel Aniene e quindi la terza vittoria della stagione, in trasferta sul campo del Latina (4-3). I genovesi chiusero il 2019 con due sconfitte, mentre a gennaio ripartirono con una squadra rivoluzionata dal mercato: partono Titon Jefferson, Leandrinho, Saul Marrupe e Vitinho Falcetta ed arrivano Renan Pizzo, Keko e Zanella. Il nuovo anno, però, iniziò con quattro sconfitte di fila, che convinsero il presidente Matteo Fortuna al cambio di guida tecnica: al posto di Michele Lombardo il 22 gennaio 2020 arriva il brasiliano Milton Gomes Vaz. Il campionato venne interrotto a fine febbraio 2020 a causa della pandemia di COVID-19 in Italia e il CDM Genova venne classificato al quattordicesimo posto per la peggiore differenza reti media rispetto all'Aniene, venendo così retrocesso in Serie A2. Nell'estate il club, primo nella graduatoria dei ripescaggi, venne ripescato in Serie A a completamento organico. Contestualmente, la società ha cambiato denominazione in ASD CDM Futsal, spostando la propria sede sociale a Campo Ligure. 
La stagione 2020-21 vede la squadra concludere il campionato all'ultimo posto, con 18 punti all'attivo frutto di 5 vittorie (4-3 al Pescara sia all'andata che al ritorno, 3-2 e 5-2 all'Aniene, 4-2 nel ritorno in casa contro il Mantova), 3 pareggi (3-3 all'andata contro la Feldi Eboli, 2-2 al ritorno contro Acqua & Sapone e 5-5 nel ritorno contro Came Dosson). La squadra scende quindi in Serie A2, insieme al Pescara e, dopo i playout, al Mantova.

### L'accordo con la U.C. Sampdoria
L'estate del 2021 segna un punto di svolta per la società genovese. Il presidente della squadra di calcio della Sampdoria Massimo Ferrero e quello della CDM Futsal Genova Matteo Fortuna siglano un accordo per le successive tre stagioni, dando così vita alla Sampdoria Futsal. In virtù di questo accordo la prima squadra e la formazione Under-19 della CDM Futsal, oltre ad affiancare il nome "Sampdoria" alla propria denominazione, adottano i colori e il logo blucerchiati.
La stagione 2021-22 inizia sotto grandi aspettative: la squadra è stata rinforzata per puntare all'immediato ritorno nella massima serie ma l'esordio contro Pistoia è un po' una doccia fredda e, il 9 ottobre, arriva subito la prima sconfitta casalinga per 4-2. La seconda giornata conferma le difficoltà di adattamento della squadra allenata da Michele Lombardo, che anche contro il Città di Mestre deve arrendersi, stavolta per 7-2. La prima vittoria arriva al terzo tentativo, in casa, contro il Cus Ancona, superato per 6-2. Complice anche il cambio di allenatore, con l'arrivo in panchina di mister Francesco Cipolla, la squadra sembra aver finalmente trovato la quadra giusta e le vittorie cominciano ad arrivare una dopo l'altra. I blucerchiati arrivano ad inanellare una serie di 20 risultati utili consecutivi, interrotta solo dalle soste forzate per il turno di riposo e per la gara poi annullata contro Porto San Giorgio, che si ritirerà a campionato in corso.
Il finale di stagione è da fiato sospeso: al termine della regular season, tre squadre arrivano appaiate in vetta alla classifica con 48 punti. Si tratta di Pistoia, Città di Mestre e Sampdoria, con le prime due che vengono ammesse allo spareggio per la promozione diretta in Serie A, poi vinto dai toscani, in virtù della classifica avulsa. La Samp si deve quindi accontentare di prendere parte ai playoff, dove esordisce battendo Modena Cavezzo per 4-3. Nell'altra sfida del tabellone del girone B, è il Città di Mestre ad avere la meglio sul Città di Massa. Si ripropone quindi la sfida contro una delle dirette avversarie della regular season ma la finalissima non sorride ai ragazzi di mister Cipolla, che escono sconfitti per 4-2 e devono quindi dire addio al sogno promozione.
L'estate 2022 porta una vera rivoluzione nel roster blucerchiato. Accanto alle conferme di mister Cipolla e dei senatori Ortisi, Foti e Rossini, resta a Campo Ligure anche Mario Salamone. La rosa viene rinforzata poi dai rientri di Matteo Piccarreta e Raffaele Lo Conte ma per il resto arrivano tanti volti nuovi: il primo colpo di mercato è Vitor Renoldi, a cui seguono quelli di Gonzalo Galan, Marco Boaventura, del portiere Diego Moretti, del brasiliano Pedrinho e del pivot Alessio Saponara. Il debutto non è fortunato, la Samp infatti inciampa alla prima trasferta in casa della Fenice Venezia Mestre uscendo sconfitta per 3-2. Il riscatto arriva però subito, con la vittoria casalinga sul Pordenone per 4-1. Il resto del campionato vede i blucerchiati combattere a distanza con un'Olimpia Verona che, specialmente nel girone d'andata, pare avere davvero una marcia in più. Allo scontro diretto, in programma il 14 gennaio per la terza di ritorno, i veronesi arrivano infatti con un vantaggio di 9 punti ma a 20 secondi dalla sirena è la Samp a trovarsi in vantaggio, grazie alla rete firmata in avvio di ripresa da Vitor Renoldi. Il finale però è degno di un grande thriller: prima l'ex di turno Titon trova il pareggio sfruttando un'indecisione della difesa blucerchiata, poi è il portiere Defreitas a infilare la porta sguarnita durante un cambio col portiere di movimento. È la doccia fredda che spedisce la Sampdoria a -12 dalla capolista e che, almeno all'apparenza, sembra chiudere il discorso promozione. 
La squadra di mister Cipolla ora non ha più nulla da perdere e infila una serie impressionante di vittorie che la riportano addirittura a -3 dal primo posto del Verona. Ad aprile arriva anche il cambio dell'allenatore, con l'esonero di Francesco Cipolla e l'affidamento della squadra a Hugo de Jesus. I blucerchiati però cadono proprio nel momento culminante, venendo sconfitti in casa il 25 marzo per 3-1 dallo Sporting Altamarca. Le ultime tre giornate non bastano a riprendere il filo di una rimonta quasi impossibile e la Samp, anche stavolta, si deve accontentare del secondo posto. I blucerchiati, già ampiamente qualificati alla prossima Serie A2 Elite, accendono quindi ai playoff che assegneranno l'ultimo posto utile per la Serie A1 ma perdono per 5-0 la prima gara in trasferta in casa del Mantova. Al ritorno a Campo Ligure, la Samp sfiora l'impresa, vincendo per 4-0 ma non basta e la stagione si chiude qui.

### Rinasce la CDM Futsal
L'estate 2023 è senza dubbio la più travagliata della storia blucerchiata: la società di calcio a 11 U.C. Sampdoria non solo retrocede in serie B, ma rischia addirittura il fallimento dopo le vicissitudini giudiziarie dell'azionista di maggioranza Massimo Ferrero. I gravi problemi finanziari della società di calcio a 11 portano alla risoluzione dell'accordo con la Sampdoria Futsal e il presidente Matteo Fortuna decide di tornare così alla storica denominazione, facendo rinascere ufficialmente la CDM Futsal. 
La prima squadra resta nelle mani del tecnico Hugo de Jesus, pronta ad affrontare il nuovo campionato di Serie A2 Elite che, dopo la riforma varata dalla Divisione Calcio a 5 della FIGC, diviene il secondo livello del futsal italiano. Il 1º settembre, con una grande festa in piazza a Campo Ligure, la società presenta il roster 2023/24 e la nuova maglia, bianca con inserti azzurri e verdi. Accanto ai senatori Ortisi, Foti e Rossi (confermati dalla stagione precedente), restano a Campo Ligure anche Marco Boaventura (top scorer 2022/23 con 23 reti in campionato) e Alessio Saponara. Alla rosa della prima squadra si aggiungono anche i baby talenti Matteo Avellano, Leonardo Politano (entrambi nel giro della Nazionale U19) e Morgan Zanello, con alcuni ritorni eccellenti a completare i ranghi: Ramon dall'Orange Asti, Fabinho dall'Itria e Andrea Lombardo che ritrova i colori della CDM dopo l'esperienza con il Rapallo in Serie C. Torna a Genova anche Matteo Gargantini, volato in prestito al Città di Massa a metà della scorsa stagione. I veri nomi nuovi sono il portiere Fabrizio Magurno (in arrivo dal Genzano), il giovane laterale classe 2004 Francesco Ricci, Samuele Parodi (anche lui portiere ma soprattutto il primo campese a vestire la maglia della CDM) e il talentuoso brasiliano Luiz Geovanne da Silva, reduce da una stagione da 28 reti con la maglia dell'Asti. Novità anche nello staff tecnico, con l'inserimento di Antonio Sinisi nel ruolo di preparatore atletico e di Maria Pagliarulo in quello di preparatore dei portieri, accanto al confermato Vinicius Rosatti come fisioterapista.
Nel frattempo, la Divisione Calcio a 5 vara i calendari ufficiali per la stagione 2023/24: per la CDM Futsal l'esordio in campionato arriva il 30 settembre contro il Saints Pagnano, sul campo di casa per la richiesta di inversione campo avanzata dalla società lombarda. L'inizio è più accidentato del previsto, con due pareggi e una sconfitta nelle prime 3 gare della stagione, ma alla fine del girone d'andata la squadra di De Jesus riesce a chiudere al quinto posto, con la miglior difesa del girone (32 reti subite) ma soprattutto con 21 punti all'attivo, frutto di 6 vittorie, 3 pareggi e 3 sconfitte. A guidare la classifica, a +11 sui genovesi, c'è l'irraggiungibile Petrarca Padova, seguita da Pordenone e Sporting Altamarca con 25 punti e dalla Leonardo, con 23 punti. Una posizione, quella della CDM, che vale la qualificazione alla Coppa Italia 2023/24, che nel primo turno vedrà i liguri recarsi in Sardegna il 23 gennaio per sfidare proprio la Leonardo. Il mercato, intanto, ha già cambiato volto alla squadra: in entrata, si registra l'arrivo dell'ex-Pordenone Massimo Mentasti, mentre a lasciare la maglia biancoceleste sono Alessio Saponara (voluto da Fulvio Colini al Napoli in Serie A), Matteo Gargantini (accasatosi al Modena Cavezzo) e il portiere Fabrizio Magurno. C'è anche l'addio di Jonathan Rossini, che torna al calcio a 11 fra i dilettanti del Busalla Calcio, e quello di Andrea Lombardo. La seconda metà della stagione vede la CDM proseguire il proprio cammino nelle zone late della classifica, sempre agganciata a quel treno playoff che, alla luce della superiorità dimostrata dal Petrarca, sembra essere l'unico vero traguardo raggiungibile. Da segnalare soprattutto due momenti: il primo arriva il 19 gennaio, nella gara casalinga contro l'Elledì, quando il capitano Andrea Ortisi mette a segno la sua 100esima rete con la maglia della CDM, ciliegina sulla torta di una stagione trionfale per il "Gallo di Augusta", che alla fine lo porterà a segnare ben 22 reti in 25 gare. L'altra giornata da incorniciare è il 20 aprile quando, al Palasport di Campo Ligure, arriva la capolista Petrarca, già promossa in Serie A e fresca vincitrice anche della Coppa Italia di A2 Elite. Ai ragazzi di De Jesus serve una vittoria per staccare il biglietto per i playoff e la vittoria arriva, per 6-2, al termine di una prestazione magistrale. La regular season si conclude con il terzo posto solitario con 43 punti all'attivo, frutto di 13 vittorie, 4 pareggi e 7 sconfitte, con 93 goal segnati e 64 subiti, dato questo che vale il titolo di miglior difesa del girone. Col Petrarca promosso in A, ai playoff la CDM sfiderà i sardi della Leonardo mentre nell'altra semifinale si affronteranno Pordenone e Sporting Altamarca. La sfida d'andata però fa subito capire che sarà un percorso in salita perché al Palaconi di Cagliari finisce 2-0 per i padroni di casa, che sette giorni dopo sbancano anche Campo Ligure vincendo per 5-3. La stagione, per la CDM, si chiude qui.   

## Organigramma e staff tecnico 2024-25
- Matteo Fortuna - Presidente
- Paolo Derba - Presidente onorario
- Paola Basevi - Vice presidente
- Mino Paoletti - Direttore Generale
- Edoardo Fantini - Dirigente
- Hugo De Jesus - Allenatore Prima Squadra
- Antonio Sinisi - Preparatore atletico
- Maria Pagliarulo - Preparatore dei portieri
- Lorenzo Bottazzi - Fisioterapista
- Antonio Sinisi - Preparatore atletico
- Guido Damiani - Medico sociale
- Pino Pernice - Team manager
- Thiago Belinelli - Dirigente accompagnatore
- Ettore Gargiulo - Match analyst
- Marco Innocenti - Responsabile Ufficio Stampa
- Stefano Massari - Responsabile Social Media
- Gianluca Piccarreta - Resp. settore giovanile e attività di base
- Paolo Baffetti - Coordinatore tecnico settore giovanile
- Alessio Guaramonti - Coordinatore tecnico attività di base

## Cronistoria
| Cronistoria del CDM Futsal |
| --- |
| - 2016 · Acquisizione del titolo sportivo della sezione di calcio a 5 del San Lorenzo della Costa e fondazione del CDM Futsal Genova. - 2016-17 · 13ª nel girone C di Serie B. Retrocessa in Serie C, viene ripescata a completamento organico. - 2017-18 · 3ª nel girone C di Serie B. Promossa in Serie A2. Vincitrice del 2º turno dei play-off. 2º turno della Coppa della Divisione. Quarti di finale della Coppa Italia di Serie B. - 2018-19 · 8ª nel girone A di Serie A2. Ammessa in Serie A a completamento organico. 2º turno della Coppa della Divisione. 1º turno della Coppa Italia di Serie A2. - 2019-20 · 14ª in Serie A. Retrocessa e poi ripescata a completamento organico. 3º turno della Coppa della Divisione. - 2020 · Cambio di denominazione in CDM Futsal. - 2020-21 · 14ª in Serie A. Retrocessa in Serie A2. Turno preliminare di Coppa Italia - 2021 · In seguito alla sinergia con la Sampdoria, viene affiancato al nome della società quello di Sampdoria Futsal. - 2022-23 · 2ª nel girone A di Serie A2 - Ottavi di finale playoff. Ammessa al campionato di Serie A2 Elite 2023-24. Ottavi di finale della Coppa di Divisione. 2º turno di qualificazione della Coppa Italia - 2023-24 · Torna alla denominazione CDM Futsal. 3ª nel girone A di Serie A2 Élite - Semifinale playoff. Primo turno Coppa Italia Serie A2 Elite - 2024-25 · Promossa in Serie A. |

## Partecipazioni ai campionati
| Livello | Categoria                     | Partecipazioni | Debutto   | Ultima stagione | Totale |
| ------- | ----------------------------- | -------------- | --------- | --------------- | ------ |
| 1°      | Serie A                       | 2              | 2019-2020 | 2020-2021       | 2      |
| 2°      | Serie A2 Elite (era Serie A2) | 4              | 2018-2019 | 2023-2024       | 4      |
| 3º      | Serie B                       | 2              | 2016-2017 | 2017-2018       | 2      |

## Strutture

### Palazzetto dello Sport

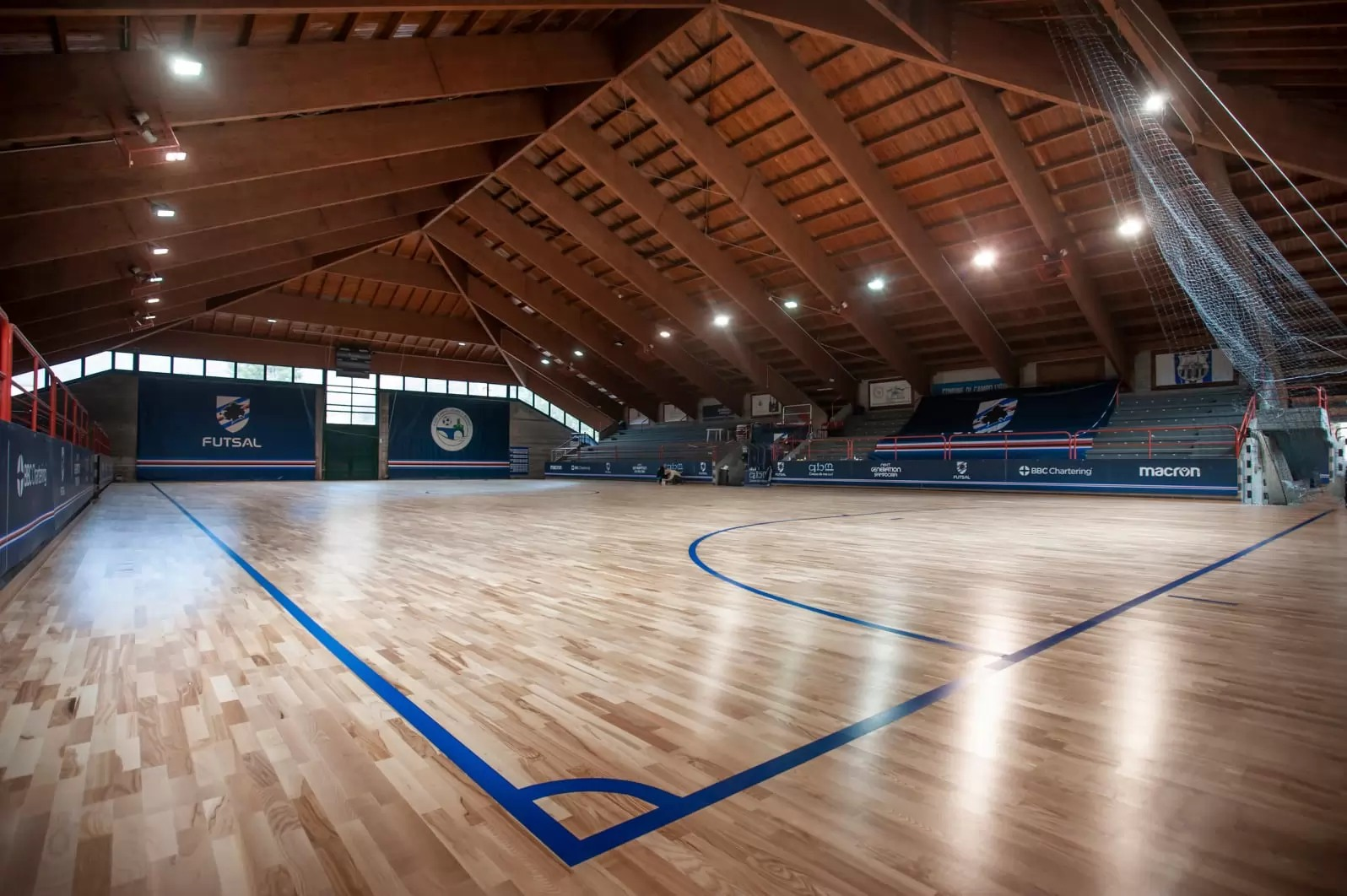
Palasport di Campo Ligure

La prima squadra e la formazione Under 19 giocano attualmente le proprie gare casalinghe al PalaSport di Campo Ligure, la cui capienza è di 800 spettatori circa.
Le altre formazioni giovanili giocano invece a Genova, fra Palaerbe, Giardini Luzzati e Polo di Albaro.

## Logo

Il logo della società tra il 2016 e il 2021
Il logo della società fra il 2021 e il 2023